# Concile de Germigny (842)
Pour les articles homonymes, voir Concile de Germigny.
Le premier concile de Germigny est un concile qui se tient au haut Moyen Âge, au milieu du IXe siècle, à Germigny-des-Prés dans l'ancienne province de l'Orléanais (actuel département du Loiret).
Un deuxième concile se tient à Germigny en 843.

## Description
Convoqué durant le haut Moyen Âge, en 842, sous le règne de Charles II le Chauve, dans l’oratoire carolingien de Germigny-des-Prés, le concile traite des besoins de l’Église et de l’État.